# Nogaus bicolor
Nogaus bicolor is een eenoogkreeftjessoort uit de familie van de Pandaridae. De wetenschappelijke naam van de soort is voor het eerst geldig gepubliceerd in 1900 door Scott T..